# Euphyllodromia chopardi
Euphyllodromia chopardi es una especie de cucaracha del género Euphyllodromia, familia Ectobiidae.

## Distribución
Esta especie se encuentra en Guyana, Guayana Francesa y Brasil.